# Arzberg (Bajorország)
Arzberg település Németországban, azon belül Bajorországban. Lakosainak száma 5094 fő (2023. december 31.). Arzberg Marktredwitz, Pechbrunn, Konnersreuth, Schirnding, Hohenberg an der Eger és Thiersheim községekkel határos.

## Népesség
A település népessége az elmúlt években az alábbi módon változott:
| Lakosok száma | 2114 | 6902 | 5169 | 7105 | 5300 | 5204 | 5231 | 5303 | 4970 | 5094 |
|               | 1875 | 1950 | 1975 | 1987 | 2012 | 2014 | 2016 | 2017 | 2021 | 2023 |